# Parafia Podwyższenia Krzyża Świętego w Domaszczynie
Parafia Podwyższenia Krzyża Świętego w Domaszczynie – znajduje się w dekanacie Wrocław północ III (Psie Pole) w archidiecezji wrocławskiej. Erygowana w 2003 roku.
Obsługiwana przez księży archidiecezjalnych. Jej proboszczem jest od momentu jej erygowania ks. mgr Zbigniew POŹNIAK RM

## Parafialne księgi metrykalne
| Księgi metrykalne | Okres ewidencji |
| ----------------- | --------------- |
| chrztów           | 2003 -          |
| ślubów            | 2003 -          |
| zgonów            | 2003 -          |